# 1755 au théâtre
| Années du théâtre : 1752 - 1753 - 1754 - 1755 - 1756 - 1757 - 1758    |
| Décennies du théâtre : 1720 - 1730 - 1740 - 1750 - 1760 - 1770 - 1780 |

## Événements
- Nuit du 28 au 29 décembre : la salle de théâtre en pierre que les jurats de Bordeaux avaient fait construire en 1738 dans les jardins de l'ancien l'hôtel de ville est détruite par un incendie[1].
- Jean-Marc Nattier peint le portrait de Beaumarchais.

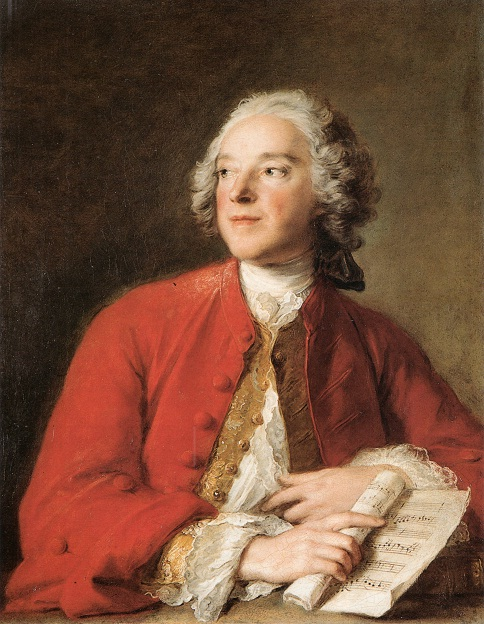
Jean-Marc Nattier, Portrait de Beaumarchais, huile sur toile, 1755, collection particulière.

## Pièces de théâtre représentées
- 12 février : Ninette à la Cour, comédie à couplets de Charles-Simon Favart au Théâtre italien de Paris.
- 24 et 25 août : La Femme fidèle, comédie de Marivaux au château de Berny.
- Miss Sara Sampson, drame bourgeois de Lessing, Francfort-sur-l'Oder. La pièce est publiée la même année dans le tome 6 des Schrifften de Lessing à Berlin.

## Naissances
- 6 mars : Jean-Pierre Claris de Florian, dramaturge, romancier et fabuliste français, mort le 13 septembre 1794.
- 30 mai : Jean-François Collin d'Harleville, dramaturge français, mort le 24 février 1806.
- 17 septembre : Pierre-Antoine-Augustin de Piis, haut fonctionnaire de police et dramaturge français, mort le 22 mai 1832.
- 8 novembre : Edmond de Favières, dramaturge français, mort le 13 mars 1837.
- Date précise inconnue :
  - Tsuruya Nanboku IV, dramaturge japonais du théâtre kabuki,  mort le 22 décembre 1829.

## Décès
- 31 mars : Girolamo Baruffaldi, prêtre, poète, dramaturge et historien italien, né le 17 juillet 1675.
- mai : Michel Guyot de Merville, journaliste et dramaturge français, né le 1er février 1696.